# Championnat de Suède de football 2024
Navigation
Édition précédente Édition suivante
La saison 2024 d'Allsvenskan est la centième édition du championnat de Suède de football de première division. Les seize clubs de l'élite s'affrontent à deux reprises, une fois à domicile et une fois à l'extérieur. À l'issue de la compétition, les deux derniers du classement sont relégués en Superettan, tandis que le club classé 14e doit disputer un barrage de promotion-relégation face au 3e de deuxième division.
Le tenant du titre Malmö FF remporte de nouveau le championnat et son 24e titre de champion de Suède.

## Qualifications européennes
Le championnat ouvre l'accès à trois places européennes :
- le champion est qualifié pour le premier tour de qualification de la Ligue des champions 2025-2026 ;
- le deuxième et le troisième sont qualifiés pour le deuxième tour de qualification de la Ligue Conférence 2025-2026.

Le vainqueur de la Coupe de Suède 2024-2025 est qualifié pour le premier tour de qualification de la Ligue Europa 2025-2026. S'il termine dans les trois premières place de l'Allsvenskan, la deuxième place pour la Ligue Conférence est donnée au quatrième du championnat.

### Classement
Le classement est calculé avec le barème de points suivant : une victoire vaut trois points, un match nul un point, une défaite zéro points. Les égalités sont départagées d'après les critères suivants, dans cet ordre :
1. plus grande « différence de buts générale » ;
2. plus grand nombre de buts marqués ;
3. plus grande « différence de buts particulière »[2].

| Rang | Équipe            | Pts | J  | G  | N  | P  | Bp | Bc | Diff |
| ---- | ----------------- | --- | -- | -- | -- | -- | -- | -- | ---- |
| 1    | Malmö FF T        | 65  | 30 | 19 | 8  | 3  | 67 | 25 | +42  |
| 2    | Hammarby IF       | 54  | 30 | 16 | 6  | 8  | 48 | 25 | +23  |
| 3    | AIK Solna         | 54  | 30 | 17 | 3  | 10 | 46 | 41 | +5   |
| 4    | Djurgårdens IF    | 53  | 30 | 16 | 5  | 9  | 45 | 35 | +10  |
| 5    | Mjällby AIF       | 50  | 30 | 14 | 8  | 8  | 44 | 35 | +9   |
| 6    | GAIS P            | 48  | 30 | 14 | 6  | 10 | 36 | 34 | +2   |
| 7    | IF Elfsborg       | 45  | 30 | 13 | 6  | 11 | 52 | 44 | +8   |
| 8    | BK Häcken C       | 42  | 30 | 12 | 6  | 12 | 54 | 51 | +3   |
| 9    | IK Sirius         | 41  | 30 | 12 | 5  | 13 | 47 | 46 | +1   |
| 10   | IF Brommapojkarna | 34  | 30 | 8  | 10 | 12 | 46 | 53 | -7   |
| 11   | IFK Norrköping    | 34  | 30 | 9  | 7  | 14 | 36 | 57 | -21  |
| 12   | Halmstads BK      | 33  | 30 | 10 | 3  | 17 | 32 | 50 | -18  |
| 13   | IFK Göteborg      | 31  | 30 | 7  | 10 | 13 | 33 | 43 | -10  |
| 14   | IFK Värnamo       | 31  | 30 | 7  | 10 | 13 | 30 | 40 | -10  |
| 15   | Kalmar FF         | 30  | 30 | 8  | 6  | 16 | 38 | 58 | -20  |
| 16   | Västerås SK FK P  | 23  | 30 | 6  | 5  | 19 | 26 | 43 | -17  |

|  | Qualifié pour le 1er tour de qualification de la Ligue des champions 2025-2026           |
|  | Qualifié pour le 1er tour de qualification de la Ligue Europa 2025-2026                  |
|  | Qualifié pour le 2e tour de qualification de la Ligue Conférence 2025-2026               |
|  | Participation au barrage de promotion-relégation                                         |
|  | Relégation en Superettan                                                                 |
|  | T : Tenant du titre C : Vainqueur de la Coupe de Suède 2024-2025 P : Promu de Superettan |

- Le vainqueur de la Coupe de Suède 2024-2025 est qualifié pour la Ligue Europa 2025-2026.

### Barrage de relégation
À la fin de la saison, le quatorzième de Allsvenskan affronte la troisième meilleure équipe de Superettan pour tenter de se maintenir.
| Équipe               | Aller | Total | Retour | Équipe           |
| -------------------- | ----- | ----- | ------ | ---------------- |
| Landskrona BoIS (D2) | 2 - 2 | 2 - 3 | 0 - 1  | IFK Värnamo (D1) |

Légende des couleurs
- Le club se maintient en première division.
- Promotion en première division.
- Le club reste en deuxième division.
- Relégation en deuxième division.

- L'IFK Värnamo remporte les barrages et se maintient en première division[3].

## Bilan de la saison
| Championnat de Suède de football 2024                     |                      |
| Champion                                                  | Malmö FF (24e titre) |
| Qualifications continentales                              |                      |
| Ligue des champions 2025-2026 (1er tour de qualification) | Malmö FF             |
| Ligue Europa 2025-2026 (1er tour de qualification)        | BK Häcken            |
| Ligue Conférence 2025-2026 (2e tour de qualification)     | Hammarby IF          |
| Ligue Conférence 2025-2026 (2e tour de qualification)     | AIK Solna            |
| Promotions et relégations                                 |                      |
| Promus en Allsvenskan                                     | Östers IF            |
| Promus en Allsvenskan                                     | Degerfors IF         |
| Relégués en Superettan                                    | Västerås SK FK       |
| Relégués en Superettan                                    | Kalmar FF            |